# Elapognathus
Elapognathus es un género de serpientes venenosas de la familia Elapidae que se distribuyen por la mitad oeste de Australia.

## Especies
Se reconocen las dos siguientes según The Reptile Database:
- Elapognathus coronatus (Schlegel, 1837)
- Elapognathus minor (Günther, 1863)